# Megachile victoriana
Megachile victoriana är en biart som beskrevs av Mitchell 1934. Megachile victoriana ingår i släktet tapetserarbin, och familjen buksamlarbin. Inga underarter finns listade i Catalogue of Life.